# Lavoslav Gregorec
Lavoslav Gregorec, též Leopold Gregorec (17. prosince 1839 Destrnik – 22. října 1924 Nova Cerkev), byl rakouský římskokatolický kněz a politik slovinské národnosti, na konci 19. století poslanec Říšské rady.

## Biografie
Vystudoval gymnázium (1852–1860) v Mariboru a bohoslovectví (vysvěcen 1864) ve Štýrském Hradci. Působil pak jako kaplan, později jako učitel teologie v Mariboru (od roku 1869), následně se stal vikářem a děkanem a kanovníkem kolegiátní kapituly.
Zapojil se do veřejného a politického života jako stoupenec slovinského národního hnutí. Jeho orientaci, kombinující prvky klerikalismu a slovinského národovectví, ovlivnili Božidar Raič a Davorin Trstenjak. V Mariboru se podílel na vydávání tisku, byl předsedou katolického politického spolku. Vydával i politické spisy. Obhajoval klerikalismus a odmítal liberální školské reformy. Pro své politické postoje byl přeložen z Mariboru do Nové Cerkve.
V 80. letech 19. století se zapojil i do celostátní politiky. V doplňovacích volbách roku 1886 získal mandát v Říšské radě (celostátní zákonodárný sbor) za kurii venkovských obcí, obvod Ptuj, Rogaška Slatina atd. Nastoupil 29. září 1886 místo Božidara Raiče. Za týž obvod byl zvolen i v řádných volbách do Říšské rady roku 1891 a volbách do Říšské rady roku 1897. K roku 1897 se profesně uvádí jako kanovník, děkan a farář.
Na Říšské radě prosazoval autonomii jižních Slovanů. Byl členem poslanecké frakce Hohenwartův klub sdružující konzervativní a federalistické politické proudy, ale roku 1887 se od ní odtrhl a kritizoval malé výsledky její práce ve prospěch Slovinců. Prosazoval rozvoj slovinštiny v korutanských a štýrských školách. V roce 1890 se uvádí jako poslanec bez klubové příslušnosti.